# Presley Marion Rixey
L'amiral Presley Marion Rixey (14 juillet 1852 à Culpeper, Virginie – 17 juin 1928) est un médecin et militaire américain qui fut Surgeon General of the United States Navy (chef des services de santé de la marine des États-Unis) de 1902 à 1910 puis médecin personnel des présidents William McKinley et Theodore Roosevelt.